# Hutu

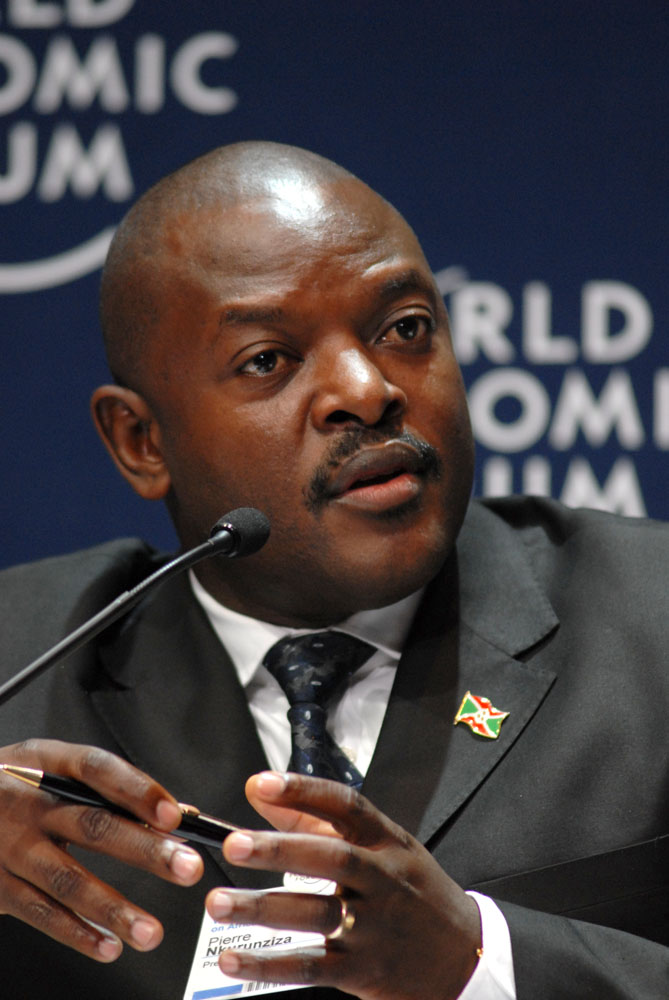
Pierre Nkurunziza, voormalig Hutu-rebellenleider en president van Burundi

De Hutu zijn een Bantoevolk dat vooral leeft in Rwanda, Burundi en Oeganda. De Hutu zijn van oorsprong landbouwers.
Zowel in Rwanda en Burundi waren zij lange tijd ondergeschikt aan de Tutsi, een veehoedersvolk. Tot ver in de twintigste eeuw moesten de Hutu herendiensten uitvoeren voor de Tutsi. Door de geschiedenis heen zijn de Hutu vaak in opstand gekomen tegen de Tutsi. 
Tijdens de koloniale tijd bleven de Tutsi het bevoorrechte volk in de kolonie Ruanda-Urundi. 
In 1961 grepen de Hutu de macht in Rwanda en zetten de Tutsi-koning Kigeli af. Grégoire Kayibanda, een Hutu, was tot 1973 president. 
Minister van Defensie, Generaal-majoor Juvénal Habyarimana, een Hutu, pleegde op 5 juli 1973 een staatsgreep en bracht de regering van Kayibanda ten val. Hij was van 1973 tot 1994 president van Rwanda, hetgeen een eind maakte aan de bevoorrechte positie van de Tutsi. 
Van 7 april tot 15 juli 1994 vond de volkerenmoord plaats die bekend staat als de Rwandese genocide. In een periode van 100 dagen werden naar schatting 500.000 tot 1 miljoen Tutsi's (ongeveer 70% van de totale bevolkingsgroep) en gematigde Hutu's vermoord. De meeste moorden werden gepleegd door twee Hutu-milities. 
In de decennia erna kwam het regelmatig tot zeer ernstige en bloedige botsingen tussen de Hutu en de Tutsi in zowel Rwanda als Burundi.